# Stenocephalidae
Stenocephalidae – rodzina pluskwiaków z  podrzędu różnoskrzydłych i nadrodziny Coreoidea. Należy do niej 30 opisanych gatunków sklasyfikowanych w jednym tylko rodzaju: Dicranocephalus. Są to fitofagi ssące soki roślin, głównie wilczomleczowatych. Naturalnie występowały tylko na półkuli wschodniej, ale zawleczono je do obu Ameryk.

## Morfologia
Pluskwiaki o wydłużonym, raczej wąskim ciele długości od 8 do 15 mm, mającym w zarysie równoległe boki. Ubarwione są szarobrązowo, brązowo lub brązowożółto i porośnięte czarnym owłosieniem przeciętnej długości. Głowa jest ciemno ubarwiona, wydłużona, prostokątna lub prawie trójkątna w obrysie, o policzkach wyciągniętych przed nadustek i stykających się ze sobą oraz krótkich i rozszerzonych bukulach. Oczy złożone wystają poza zarys głowy, aczkolwiek pozostają w niej zagłębione na około trzecią część średnicy. Oprócz nich za narządy wzroku służą przyoczka umieszczone w pobliżu przedniego brzegu przedplecza. Długie czułki zbudowane są z czterech walcowatych członów; pierwszy z nich jest krótki i czarny, dwa kolejne wydłużone i dwubarwne, a ostatni najdłuższy, lekko łukowato zakrzywiony i porośnięty srebrzystymi włoskami.
Przedplecze jest mocno wydłużone i ma trapezowaty kształt. Trójkątna tarczka jest ciemna u nasady i jasna na wierzchołku. Półpokrywy mają jednolicie brązowe ubarwienie i słabo zaznaczone użyłkowanie. Na zakrywce obecne są dwie komórki nasadowe, mała i duża, z których odchodzą liczne żyłki podłużne. Ujścia gruczołów zapachowych zatułowia są dobrze widoczne powyżej bioder środkowej pary odnóży. Odnóża są dwubarwne.
Odwłok jest jaśniejszy od tułowia; ma pomarańczowoczerwone tergity i wyraźnie dwubarwną listewkę brzeżną. Wszystkie przetchlinki odwłoka leżą na brzusznej jego stronie, a trichobotria na piątym i szóstym sternicie przesunięte są na bok i zgrupowane wokół przetchlinek. Samiec charakteryzuje się pygoforem z otworem genitalnym i wyrostkiem środkowym położonymi grzbietowo oraz szeroką fallosomą. Samica ma całkowicie podzielony siódmy sternit odwłoka i lancetowate, pozbawione trzeciej walwuli pokładełko. Jej zbiornik nasienny jest zesklerotyzowany i zaopatrzony w kulistą nabrzmiałość u wierzchołka.
Jaja mają podługowaty kształt i zaopatrzone są w od 4 do 9 wyrostków mikropylowych. Larwy mają ujścia grzbietowych gruczołów zapachowych odwłoka zlokalizowane między tergitami czwartym i piątym oraz między piątym i szóstym.

## Ekologia i występowanie

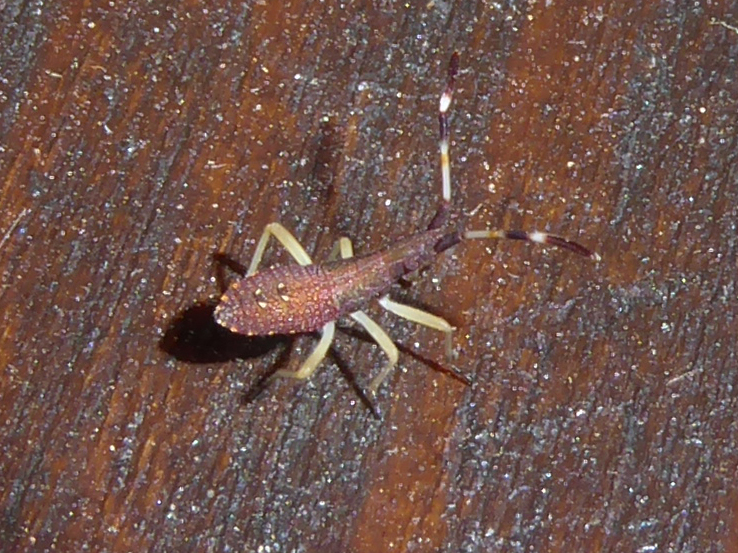
Larwa

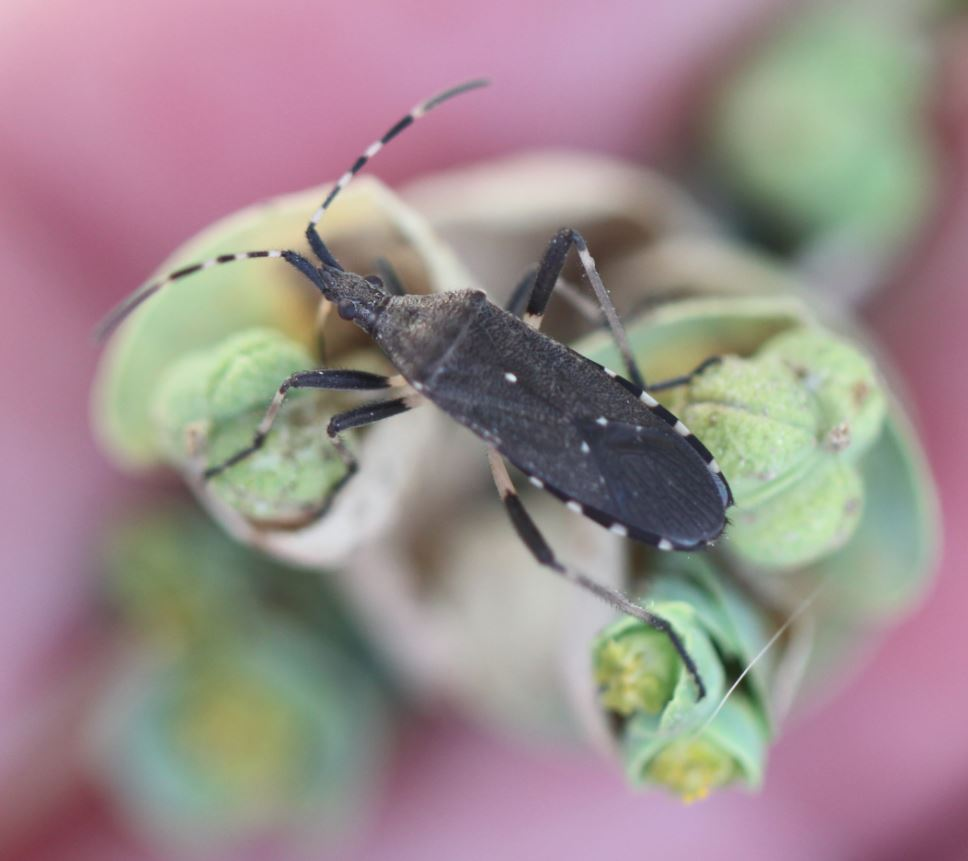
Dicranocephalus agilis

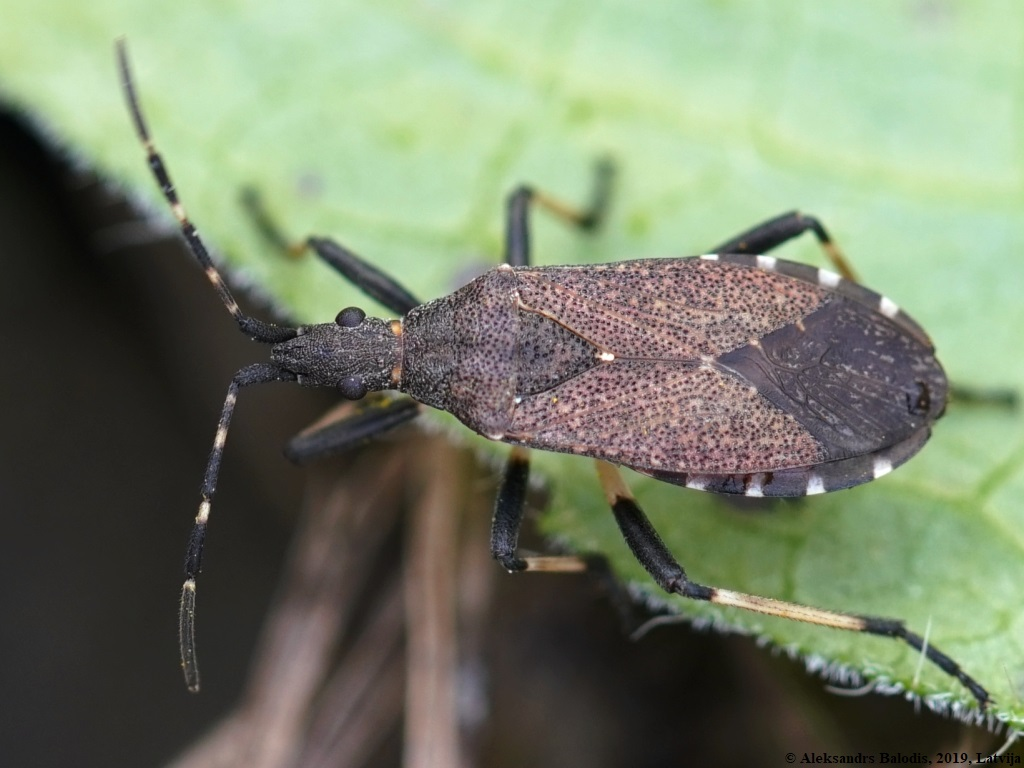
Dicranocephalus medius

Owady te są fitofagami ssącymi soki roślin i bytującymi na nich. Większość gatunków związana jest pokarmowo z przedstawicielami wilczomleczowatych, zwłaszcza z wilczomleczami. U kilku gatunków stwierdzono polifagizm; żerują one także na przedstawicielach berberysowatych, cyprysowatych, sosnowatych i wrzosowatych. Niektóre Stenocephalidae są wektorami pierwotniaków z rodzaju Phytomonas, bytujących w soku mlecznym wilczomleczowatych. Samice składają jaja na powierzchni pędów. Zimowanie gatunków europejskich odbywa się m.in. pod kamieniami. Imagines przylatują do sztucznych źródeł światła.
Rodzimy zasięg Stenocephalidae obejmuje półkulę wschodnią. Najliczniej reprezentowane są w strefie tropikalnej i subtropikalnej Starego Świata. W krainie palearktycznej występuje 18 gatunków, z których trzy stwierdzono w Polsce  (zobacz: Stenocephalidae Polski). Z Australii wykazano tylko D. aroonanus. Ponadto pojedyncze gatunki palearktyczne zawleczono na półkulę zachodnią: na Galapagos, do Meksyku i Ekwadoru.

## Taksonomia
Takson ten wprowadzony został w 1852 roku przez Williama Sweetlanda Dallasa w randze rodziny. Współcześni autorzy wyróżniają w obrębie tej rodziny tylko rodzaj Dicranocephalus, aczkolwiek jeszcze pod koniec XX wieku wyróżniany bywał rodzaj Psotilnus, który obecnie traktuje się jako jego synonim. Rodzaj Dicranocephalus wprowadzony został w 1826 roku przez Carla Wilhelma Hahna. Wcześniej, w 1825 roku Pierre-André Latreille opisał ten rodzaj pod francuskojęzyczną nazwą zwyczajową Sténocéphale, ale nazwę naukową Stenocephalus wprowadził tenże autor później, w 1829 roku. W 1840 roku John Obadiah Westwood jako pierwszy zsynonimizował Stenocephalus z Dicranocephalus. Mimo to przez ponad stulecie wciąż używano nazwy Stenocephalus i to od niej w 1852 roku Dallas utworzył nazwę rodziny. Dopiero w 1935 roku Hans F.E.J. Stichel przywrócił nazwę Dicranocephalus, uznając jej priorytet. Jednak dla rodziny priorytetową pozostaje nazwa Stenocephalidae, a nie Dicranocephalidae, wprowadzona w 1935 roku przez Hansa Hedicke.
Thomas J. Henry w 1997 roku opublikował wyniki analizy filogenetycznej infrarzędu, zgodnie z którymi grupą siostrzaną Stenocephalidae są Hyocephalidae, przy czym hipotezę taką wysuwał już w poprzednich dekadach Carl W. Schaefer.
Do rodziny tej należy 30 opisanych gatunków:

- Dicranocephalus agilis (Scopoli, 1763)
- Dicranocephalus albipes (Fabricius, 1781)
- Dicranocephalus alticolus (Zheng, 1981)
- Dicranocephalus aroonanus Brailovsky, Barrera, Göllner-Scheiding & Cassis, 2001
- Dicranocephalus brevinotum (Lindberg, 1935)
- Dicranocephalus caffer (Dallas, 1852)
- Dicranocephalus femoralis (Reuter, 1888)
- Dicranocephalus ferganensis (Horváth, 1887)
- Dicranocephalus ganziensis (Ren, 1990)
- Dicranocephalus haoussa (Villiers, 1950)
- Dicranocephalus hirsutus Moulet, 1993
- Dicranocephalus insularis (Dallas, 1852)
- Dicranocephalus kashmiriensis Lansbury, 1966
- Dicranocephalus lateralis (Signoret, 1879)
- Dicranocephalus lautipes (Stål, 1860)
- Dicranocephalus marginatus (Ferrari, 1874)
- Dicranocephalus marginicollis (Puton, 1881)
- Dicranocephalus medius (Mulsant & Rey, 1870)
- Dicranocephalus mucronifer (Stål, 1860)
- Dicranocephalus pallidus (Signoret, 1879)
- Dicranocephalus panelii Lindberg, 1959
- Dicranocephalus pilosus (Bergroth, 1912)
- Dicranocephalus prolixus Lansbury, 1965
- Dicranocephalus pseudotestaceus Lansbury, 1966
- Dicranocephalus punctarius (Stål, 1866)
- Dicranocephalus punctipes (Stål, 1873)
- Dicranocephalus putoni (Horváth, 1897)
- Dicranocephalus schmitzi Göllner-Scheiding, 1996
- Dicranocephalus setulosus (Ferrari, 1874)
- Dicranocephalus testaceus (Stål, 1860)